# Simon Hayum
Simon Hayum (* 27. Januar 1867 in Hechingen; † 13. August 1948 in Cleveland (Ohio)) war ein Tübinger Rechtsanwalt und Gemeinderat.

## Leben
Simon Hayum stammte aus einer jüdischen Familie, die in einfachen Verhältnissen lebte. Sein Vater, Heinrich Hayum (1824–1888), war Hausierer, die aus Rexingen stammende Mutter, Auguste geb. Freiburger (1830–1916), war mit der Erziehung der sechs Kinder beschäftigt. Nach dem Besuch der jüdischen Volksschule und der Realschule in Hechingen ging er 1880 auf das Eberhard-Ludwigs-Gymnasium in Stuttgart, das er 1885 mit dem Abitur abschloss. Die finanzielle Unterstützung seiner Tante ermöglichte ihm ein Jurastudium. Er studierte in Berlin (1885–1886 und 1886–1887), zwischendurch (1887–1888) in Leipzig und in Tübingen (1886 und 1888–1889), wo er 1889 das Examen machte. Danach setzte er seine Ausbildung fort, indem er das Referendariat beim Amtsgericht Cannstatt und beim Stuttgarter Rechtsanwalt Steiner sowie Promotion in Tübingen machte. 1892 schloss er die Ausbildung mit der Dissertation über den Schiedsvertrag und mit dem zweiten Staatsexamen ab.
Im gleichen Jahr eröffnete Hayum eine Kanzlei in Tübingen – an der Ecke Kirchgasse/Kronenstraße. „Für Tübingen hatte er sich ganz bewusst entschieden, denn er wollte schnellstmöglich unabhängig sein und war davon überzeugt, dies an einem relativ kleinen Landgericht leichter und obendrein früher erreichen zu können. Tübingen hatte damals rund 20.000 Einwohner. Sieben Anwälte praktizierten damals in der Stadt, Hayum zählte bald zu den profiliertesten.“ Am 3. Mai 1897 heiratete er in Cannstatt Hermine Weil (* 8. Februar 1875; † 29. Mai 1967), eine Tochter des verstorbenen Hechinger Bankiers Julius Weil (1844–1882). Mit ihr hatte er sechs Kinder, fünf davon erreichten das Erwachsenenalter. Zunächst wohnten er und die Familie zur Miete im Zentrum (Kronenstraße). Das Anwaltsbüro befand sich dann in der Wilhelmstraße 14. 1899 zog die Kanzlei in die Uhlandstraße 15 um, in die Räume, die bis dahin vom jüdischen Rechtsanwalt und Onkel seiner Ehefrau Ludwig Kiefe (1845–1923), der aus Altersgründen aufhörte, genutzt wurden. Als er sich das leisten konnte, kaufte Hayum 1905 das zweigeschossige Haus, in dem sich im ersten Stock die Kanzlei befand, in der er jetzt mit weiteren Rechtsanwälten als Partnern zusammenarbeitete. Die Familie zog dann in den zweiten Stock ein. Die Kanzlei sollte schon bald zu der größten Tübingens werden. Die Familie Hayum gehörte zur gebildeten und reichen Oberschicht. Deswegen besuchten nicht nur ihre Söhne, sondern auch zwei der drei Töchter das Gymnasium und nicht die als schlechter geltende Mädchenoberrealschule. 1913 nahm Hayum seinen Neffen Julius Katz (1887–1948), der ebenfalls Doktor der Rechtswissenschaften war, als Sozius in die Kanzlei auf. 1929 begann auch sein Sohn Heinz Hayum (1904–1963), ebenfalls ein promovierter Jurist, in der Kanzlei zu arbeiten. Seit dieser Zeit lautete das Namensschild der Kanzlei „Rechtsanwälte Doktores Hayum I, Katz und Hayum II“. Am Ersten Weltkrieg nahm Hayum aus Altersgründen nicht teil. Er unterstützte aber den Staat finanziell: bereits 1914 zeichnete er eine Kriegsanleihe.
Simon Hayum hielt sich für einen in jeder Hinsicht assimilierten Juden, deswegen suchte er nach gesellschaftlichen Kontakten mit nichtjüdischer Bevölkerung Tübingens und ging zu Stammtischen und Kegelgesellschaften. Er musste im Nachhinein konstatieren, dass er da „nicht so recht hereingekommen“ und sich „nicht so recht gefühlt“ hat, so dass er diese Versuche später aufgab. Es lag daran, dass bereits vor 1933 die Kontakte zwischen den Juden und Nichtjuden von einem sozialen Trennstrich geprägt waren. Er war allerdings Mitglied im Anwaltsverein und seit 1925 dessen Kassierer. Seit 1898 war er Mitglied des Bürgervereins und seit der Jahrhundertwende waren er und der Bankier Friedrich Weil als die ersten Juden Mitglieder der Museumsgesellschaft, der bildungsbürgerlichen Institution Tübingens, die sich erst nach dem Ersten Weltkrieg den weiteren Personen der jüdischen Oberschicht öffnete. Wie andere Mitglieder der Oberschicht beteiligte er sich regelmäßig an Spendenaktionen, die von der Ortszeitung „Tübinger Chronik“ organisiert wurden.
Seit 1919 war Simon Hayum Vorsitzender der Ortsgruppe des Central-Vereins deutscher Staatsbürger jüdischen Glaubens und seit 1920 (bis 1935) Mitglied der Israelitischen Landesversammlung Württembergs und der Landeskirchenversammlung. Auch seine Frau Hermine unterstützte nicht nur finanziell das Sozialamt, sondern engagierte sich gesellschaftlich im Jüdischen Frauenverein und in der Wohlfahrtspflege, zum Beispiel richtete sie Anfang der 1930er Jahre, in Zeiten der hohen Arbeitslosigkeit, in ihrem Haus eine Suppenküche für Bedürftige ein.
Simon Hayum hatte linksliberale Überzeugungen und dementsprechend engagierte er sich politisch. Er war seit 1893 Mitglied der Freisinnigen Volkspartei, die 1910 in der Fortschrittlichen Volkspartei aufging und war mehrere Jahre Vorsitzender der Ortsgruppe Tübingen. In den Jahren 1908–1912 war er Obmann (Vorsitzender) des kommunalen Bürgerausschusses. Während der Revolution 1918/19 war er Vorsitzender des Tübinger Bürgerrates, der ein Gegengewicht zu den Arbeiter- und Soldatenräten bildete. Mit der Fortschrittlichen Volkspartei gelangte er 1918 in die Deutsche Demokratische Partei. Als Mitglied dieser Partei war er von 1919 bis 1925 Tübinger Gemeinderat, er war der Fraktionsvorsitzende und gehörte dem Rechts- und Finanzausschuss an. Seit 1928 war er erneut Gemeinderat und führte auch jetzt die sechsköpfige DDP-Fraktion im Rathaus an. Als Gemeinderat war Hayum Vertreter einer parteiunabhängigen bürgernahen Sachpolitik mit sozialliberalen Akzenten. Nach der Machtergreifung durch die Nationalsozialisten, als die Atmosphäre des offenen Antisemitismus zunahm, fühlte er sich als Jude im Gemeinderat bedroht. Nach dem Beschluss des „Ermächtigungsgesetzes“ am 23. März 1933 entschloss er sich, der Amtsenthebung zuvorzukommen und reichte am 31. März Bitte um Entbindung von seinem Amt ein. Der Gemeinderat wurde ohnehin noch am gleichen Tag aufgelöst.
Die antisemitische Stimmung in Tübingen war bereits Anfang der 1930er Jahre, ähnlich wie in sonstigem Deutschland so verbreitet, dass die Schüler des nahen Gymnasiums sowohl nach Hayum als auch nach dessen Sohn Heinz Sprüche wie „alter Jud guck' nei“ oder „Jude verrecke“ rufen konnten, was für sie gar keine Konsequenzen hatte, obwohl Heinz Hayum im Brief an das Gymnasiumsrektorat die Vorfälle beschrieb und eine Bestrafung nahelegte.
Die Kanzlei Hayums wurde ab dem 1. April 1933 von der SA boykottiert. Die Anzahl der Klienten verminderte sich rapide, da immer weniger den Mut hatten, die Kanzlei in Anspruch zu nehmen. Unter dem Druck des Antisemitismus sah sich Hayum gezwungen, die Namensschilder der Kanzlei in der Nacht vom 31. August auf den 1, September 1933 von der Hausfassade und im Hausflur abzumontieren. Am 29. Mai 1934 erreichte Familie Hayum die Nachricht des Württembergischen Innenministeriums, dass infolge des Reichsgesetzes über die Zulassung von Rechtsanwälten Heinz Hayum zum 1. September aus der Anwaltschaft ausgeschlossen wird. Dank der persönlichen Fürsprache des Tübinger Landgerichtspräsidenten Landerer ist es gelungen, beim Württembergischen Justizministerium eine Ausnahmeregelung zu erreichen, dass Heinz Hayums Zulassung aufrechterhalten blieb, unter der Bedingung, dass der Vater zum 1. September 1934 seine Anwaltszulassung aufgeben musste. (Hayums Tochter Dorothee, die 1934 Promotion in den Rechtswissenschaften erhielt, konnte unter diesen Umständen keine Zulassung mehr bekommen.) Dadurch konnte die Kanzlei zunächst von ihm und von Julius Katz weitergeführt werden. Simon Hayum war weiterhin in der Kanzlei tätig und konnte seine Mandanten unterstützen, solange eine persönliche Erscheinung des Anwalts beim Gericht nicht notwendig war. Der andauernde Mangel an Klienten führte 1935 zum finanziellen Ruin der Kanzlei. Auch im Alltag erlebte Simon Hayum seit 1933 Diskriminierungen. Er wurde sowohl von seinen Klienten, als auch von der sonstigen Bevölkerung gemieden bzw. isoliert. Um Beleidigungen zu entgehen, mieden Hayum und seine Frau die früher für sie selbstverständlichen Besuche von Restaurants, Konzerten und Theatervorstellungen. Julius Katz ist die Situation unerträglich geworden und er schied am 1. Oktober 1935 aus der Kanzlei aus und emigrierte danach in die Schweiz. Da Heinz Hayum ab Januar 1936 im Berliner Bankhaus eines Verwandten arbeiteten sollte, gelang es ihm, Erlaubnis für eine Vertretung in Tübingen zu erreichen. Diese Vertretung übernahm der in Tübinger Uhlandstraße aufgewachsene und in Bad Cannstatt praktizierende Rechtsanwalt Erich Dessauer (1887–1944), der zu diesem Zeitpunkt gezwungen war, seine Kanzlei in Cannstatt aufzugeben. Dank Dessauer existierte die Kanzlei formell bis zum 5. September 1938, dem Tag an dem Heinz Hayum seinen Tübinger Wohnsitz aufgab und nach Seattle emigrierte. Am 10. November 1938, dem Tag nach der Pogromnacht, wurde Hayum von der Gestapo heimgesucht, die bei ihm die Ortsgruppenakten des Central-Vereins deutscher Staatsbürger jüdischen Glaubens beschlagnahmte.
Im Zuge der Fluchtvorbereitung verkauften die Hayums das Haus in der Uhlandstraße am 30. Dezember 1938 weit unter Wert an die Stadt. Hermine Hayum verschenkte einen Teil des Hausrats an die Hausangestellten (auch die ehemaligen). Nachdem Oberbürgermeister Adolf Scheef sie vor der drohenden Verhaftung gewarnt hatte, flüchteten Hayum und seine Frau am 1. Februar 1939 über Stuttgart nach Zürich, ohne sich, um den Trennungsschmerz zu vermeiden, von der alten, bettlägerigen Mutter Hermines zu verabschieden. Alle ihre Kinder und Enkel waren bereits früher in die USA emigriert. Die Einrichtungsgegenstände des Hauses wurden anschließend versteigert, danach richtete es die SA-Standarte als ihren Sitz ein. Die Hayums lebten zwei Jahre in Zürich, bis sie benötigte Erlaubnisse für die Weiterfahrt bekamen und am 8. März 1941 über Genf und Barcelona in die USA losfuhren und am 8. April in New York ankamen. Sie lebten bis 1947 in Queens (New York). Möglicherweise wegen des sich verschlechternden Gesundheitszustandes Simon Hayums wechselten sie zu ihrer Tochter Edith, die mit ihrem Mann in Cleveland lebte. Dort verstarb Hayum an einem Herzinfarkt im Alter von 81 Jahren und wurde auch dort beerdigt. Erich Dessauer, der sich zur Flucht nicht durchdringen konnte, wurde in Auschwitz ermordet.

## Kinder
- Luise (* 12. April 1898; † 23. April 1899)
- Margarete (* 1. Mai 1900; † Juli 1992, ⚭ 1920 Louis Koppel), studierte drei Semester Jura
- Edith (* 25. März 1902; † August 1970, ⚭ Siegfried Koppel), Kindergärtnerin
- Heinz (* 10. August 1904; † 9. Februar 1963, ⚭ Ellen Oppenheimer), Jurist
- Julius (* 20. Mai 1906; † 2001, ⚭ 1945 Doris Greenberg), Bankbeamter
- Dorothee (* 28. April 1912; † 1950, ⚭ 1935 Heinz Oppenheim), schloss ihr Jurastudium 1934 mit Promotion ab

## Schriften
- Der Schiedsvertrag, Dissertation an der Universität Tübingen, Tübingen : Druck von W. Armbruster & O. Riecker 1892
- Erinnerungen aus dem Exil : Lebensweg eines Tübinger Bürgers, hrsg. von der Geschichtswerkstatt Tübingen, Tübingen: Kulturamt, 2005, ISBN 3-910090-66-4 (= Kleine Tübinger Schriften, Bd. 29)

## Würdigung
- 2009 beschloss der Tübinger Gemeinderat, einen Teil der Straße Hundskapfklinge auf dem Österberg in Simon-Hayum-Straße umzubenennen.[19]
- Am 12. Dezember 2011 wurde am Haus Uhlandstraße 15 eine Gedenktafel der Rechtsanwaltskammer Tübingen enthüllt, die alle dort tätigen Rechtsanwälte würdigt.[4]